# Guerra Guillermita de Irlanda
La Guerra Guillermita de Irlanda, también conocida como la Guerra jacobita de Irlanda, y en gaélico como Cogadh an Dá Rí o la Guerra de los dos reyes, estalló tras el destronamiento de Jacobo II y VII de Inglaterra, Escocia e Irlanda en 1688 por su hija María II de Inglaterra y su marido Guillermo de Orange, nieto de Carlos I. Provocó el levantamiento jacobita de Escocia encabezado por el vizconde de Dundee, que se inició en las mismas fechas. Si bien Guillermo acabó con el jacobitismo en Irlanda y los siguientes levantamientos jacobitas se limitaron a Escocia e Inglaterra, la guerra iba a tener un efecto duradero en la isla, reforzando el gobierno protestante británico en el país durante un siglo. La batalla de Boyne y el sitio de Derry aún son fechas celebradas en la actualidad por los unionistas de Irlanda del Norte.

## La Revolución Gloriosa
La guerra en Irlanda comenzó como consecuencia directa de la Revolución Gloriosa en Inglaterra. Jacobo II y VII de Inglaterra, Escocia e Irlanda, que era católico, intentó introducir la libertad de culto para los católicos y poder tomar decisiones sin contar con el Parlamento inglés. Esto constituyó para muchos ingleses un desagradable recordatorio del reinado de Carlos I, cuyo conflicto con el parlamento desembocó en el estallido de la Guerra Civil Inglesa. La ruptura definitiva entre Jacobo y la clase política inglesa se produjo en junio de 1688, cuando su segunda esposa dio a luz un hijo varón, lo que aseguraba la instauración de una dinastía Estuardo fiel al catolicismo. Este temor llevó a varios políticos ingleses a invitar a Guillermo de Orange, estatúder de la República Holandesa, a que invadiera Inglaterra y se hiciera con el trono junto con su esposa María, la hija de Jacobo II y VII. Guillermo aceptó la oferta, principalmente por razones estratégicas y militares.
La República holandesa se encontraba en plena guerra con la Francia de Luis XIV, la mayor potencia militar de Europa de la época. Los anteriores reyes Estuardo, Carlos II y su hermano Jacobo II y VII, habían llevado a cabo una política de alianzas con Francia desde la Restauración inglesa; Guillermo vio la ocasión de privar a Francia de la ayuda inglesa y conseguirla para la Liga de Augsburgo en la que militaba.
Guillermo invadió Inglaterra en 1688, y Jacobo huyó tras ofrecer una resistencia meramente simbólica.

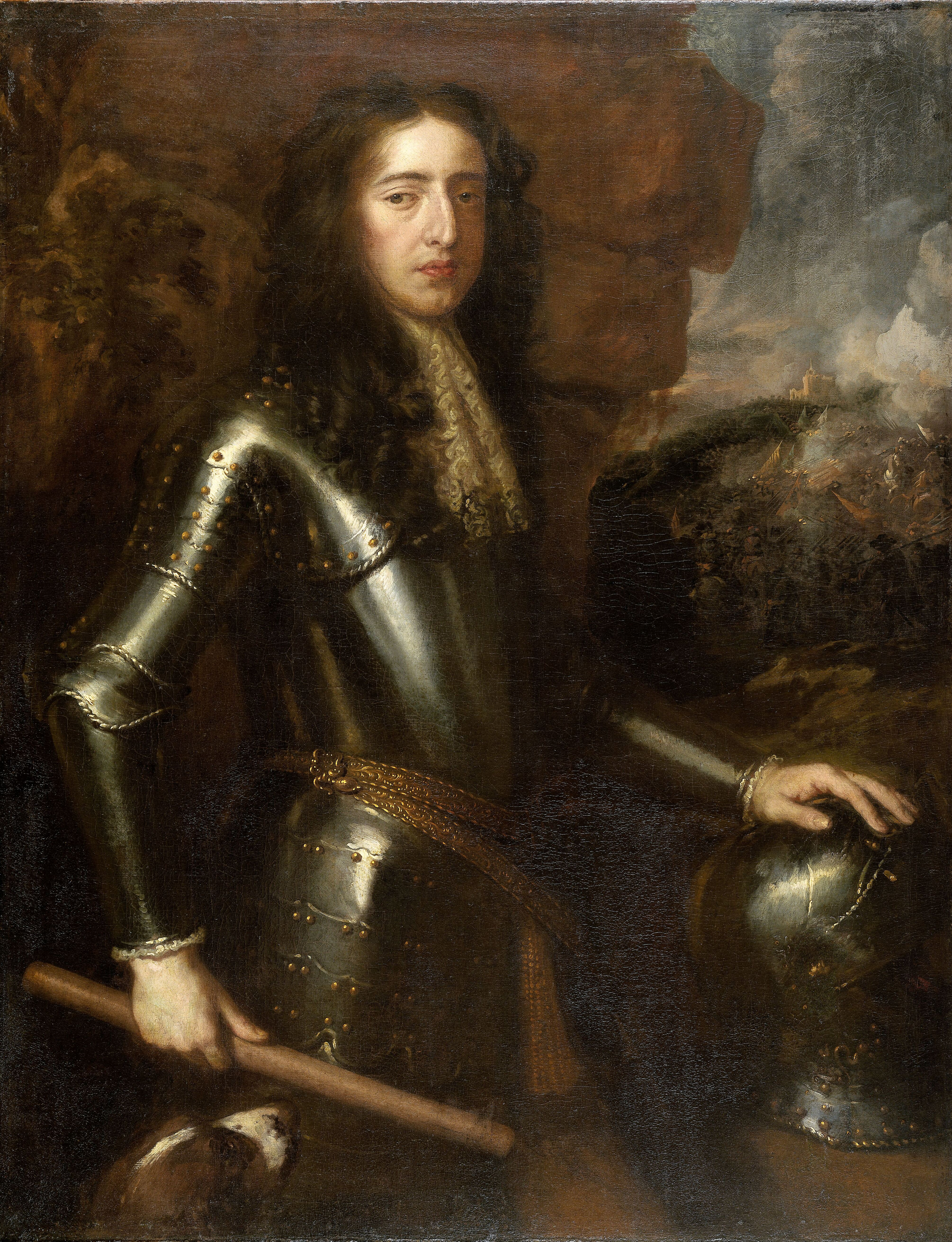
Guillermo III (Guillermo de Orange)
Rey de Inglaterra, Escocia e Irlanda, Estatúder de Holanda. Asumió las coronas de Jacobo II tras la "Revolución Gloriosa de 1689, con el apoyo de los "Guillermitas", pero tuvo que someter a la fuerza jacobita en Irlanda entre 1689-1691.

De todas formas, aunque Jacobo II y VII era altamente impopular en Inglaterra, era apoyado mayoritariamente por la población de Irlanda. Los nativos irlandeses eran, en su mayoría, católicos y habían apoyado masivamente a los Estuardo en las Guerras de los Tres Reinos que siguió a la Guerra Civil Inglesa con la esperanza de lograr autogobierno y tolerancia religiosa. Habían sido derrotados en la década de los 50 y castigados por el régimen de la Commonwealth inglesa con confiscación de tierras y legislación penal. Más aún, se habían sentido ampliamente decepcionados tras el fracaso de Carlos II en su intento por revertir su situación tras la Restauración inglesa de 1660.
No obstante, Jacobo había realizado algunas concesiones concretas, como la de nombrar a un católico irlandés, Richard Talbot, como Lord Teniente de Irlanda, y la readmisión de católicos en el ejército, funcionariado y el Parlamento Irlandés. La mayoría de los terratenientes católicos irlandeses habían perdido sus tierras tras la conquista de Irlanda por Cromwell (1649-1653) y la entrega de las mismas a colonos ingleses y escoceses. Esperaban recuperar sus propiedades bajo el gobierno de Jacobo, por lo que, cuando este huyó de Inglaterra, buscó en Irlanda el apoyo necesario para reconquistar sus tres reinos.

## Estallido de la guerra, Campaña en el Úlster

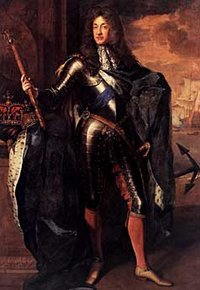
Jacobo II y VII
Rey de Inglaterra, Escocia e Irlanda, depuesto por Guillermo de Orange en 1689, pero apoyado por los jacobitas irlandeses, mayoritariamente católicos Rey de Irlanda hasta 1690

Tras el desembarco de Guillermo en Inglaterra, Richard Talbot, conde de Tyrconnell y Señor Teniente de Irlanda, inició acciones para asegurar que todas las fortalezas de la isla estuvieran en manos del ejército católico irlandés de reciente creación, leal a Jacobo. Solamente en la provincia norteña del Úlster, con la mayor concentración de colonos ingleses y escoceses de Irlanda, encontró Talbot una resistencia significativa.
Para el mes de noviembre de 1688, tan sólo la ciudad amurallada de Derry contaba con guarnición protestante. Un ejército de unos 1200 hombres, la mayoría Redshanks" (Highlanders), a las órdenes de Alexander Macdonnell, conde de Antrim, había partido hacia Irlanda poco después del desembarco de Guillermo. Cuando los irlandeses llegaron a las puertas de la ciudad el 7 de diciembre de 1688, comenzó el Sitio de Derry. Aunque parecía que los jacobitas eran muy superiores numéricamente, la realidad era que las tropas de Tyrconnell estaban formadas principalmente por grupos de campesinos reclutados apresuradamente y pobremente armados y entrenados. Sin embargo, el 14 de marzo de 1689, una fuerza jacobita dirigida por Richard Hamilton consiguió derrotar a una milicia protestante guillermita en un encuentro en Dromore, condado de Down, conocido como la brecha de Dromore, y que permitió a los jacobitas ocupar el este del Úlster.
Cuando Jacobo fue depuesto y huyó a Francia, el rey Luis XIV (que se encontraba inmerso en la Guerra de la Gran Alianza contra Guillermo de Orange) le proporcionó suministros y tropas, aunque estipulando que, a cambio de las tropas francesas que destinara a Irlanda, Jacobo le debería facilitar el mismo número de reclutas irlandeses. El 12 de marzo de 1689, Jacobo desembarcó en Kinsale con 6000 soldados franceses. Marchó hacia Dublín, donde fue bien recibido y, con un ejército jacobita compuesto por católicos, protestantes realistas y franceses se dirigió al norte, uniéndose al sitio de Derry el 18 de abril. Jacobo se encontró al frente de un movimiento predominantemente irlandés y católico, y el 7 de mayo presidió una sesión parlamentaria compuesta casi enteramente por católicos. Aceptó a regañadientes la petición del Parlamento irlandés de un acta que declarase que el Parlamento de Inglaterra no tenía derecho a legislar para Irlanda. Aceptó también la devolución a los católicos irlandeses las tierras confiscadas a sus familias tras la conquista de Cromwell, utilizando para ello las tierras de los protestantes que se hubieran opuesto a Jacobo y apoyado a Guillermo. Este parlamento sería más tarde llamado por los nacionalistas irlandeses el Parlamento Patriota.
La flota guillermita llegó a Derry para aliviar la situación de los sitiados el 11 de junio, pero decidieron evitar el riesgo de la artillería hasta que el Mariscal Frederic Schomberg dio la orden de atacar y romper el asedio el 28 de julio de 1689.
En la cercana Enniskillen, al sur de Derry, guillermitas civiles armados, reclutados de la población protestante local, organizaron un formidable ejército irregular. Desde su base de Enniskillen, llevaron a cabo incursiones contra las fuerzas jacobitas de Connacht y Úlster. Justin MacCarhy, Vizconde de Mountcashel, reunió una fuerza jacobita y marchó contra él. El 28 de julio de 1689, el ejército de MacCarthy fue derrotado en la Batalla de Newtownbutler. Muchos de los jacobitas huyeron ante los primeros disparos, y hasta 1500 de ellos resultaron muertos o ahogados mientras huían de la caballería guillermita. Como consecuencia de esta derrota y del desembarco de fuerzas guillermitas en el este de la provincia, la mayoría de tropas jacobitas fueron retiradas del Úlster y acantonadas en las cercanías de Dundalk.

## La campaña de Schomberg de 1689
El 13 de agosto de 1689, el ejército de Guillermo, bajo la dirección del Mariscal Schomberg, desembarcó en Ballyholme Bay en el condado de Down y, tras ocupar Carrickfergus, marchó sin oposición hacia Dundalk. El virrey de Jacobo, el conde de Tyrconnell, al frente del grueso del ejército jacobita, cerró el paso hacia el sur a Schomberg, pero sin presentar batalla. Los dos bandos permanecieron acampados uno frente al otro durante varias semanas antes de retirarse a sus cuarteles de invierno. Los Guillermitas perdieron varios miles de hombres a causa de enfermedades, pese a no disputar ninguna batalla significativa con los jacobitas. Aún más, desde el invierno de 1689 y durante los dos años siguientes, fueron hostigados por los guerrilleros irlandeses conocidos como rapparees. Una vez en los cuarteles de invierno, la mortalidad entre los Guillermitas siguió siendo elevada por causa de la enfermedad, los rigores del clima y la falta de aprovisionamientos, a lo que contribuyó la política de devastación empleada por los jacobitas, que pronto propagó la hambruna entre la población civil.

## Llegada de Guillermo, 1690. Batalla del Boyne
Ante la lentitud de Schomberg, Guillermo decide tomar cartas en el asunto. El 14 de junio de 1690, llegó con una flota de 300 barcos a Belfast Lough. Desembarcó en Carrickfergus, al mando de un ejército de 36 000 hombres compuesto por mercenarios ingleses, alemanes, daneses, holandeses y Hugonotes franceses. Tras alguna resistencia en las cercanías de Newry, los jacobitas se retiraron a la ribera sur del río Boyne, donde se atrincheraron en la aldea de Oldbridge, cerca de Drogheda. El 1 de julio, Guillermo atacó, vadeando el Boyne en varios sitios, lo que obligó a los jacobitas a retirarse para evitar ser rodeados. La Batalla del Boyne no fue decisiva, y las bajas en ambos bandos no fueron demasiado elevadas -1500 jacobitas y 500 Guillermitas-, pero fue un golpe psicológico para Jacobo, que perdió toda esperanza de victoria en Irlanda. Marchó a la cabeza de su tropa hasta Duncannon, desde donde regresó a su exilio en Francia. Esta huida, dejando a su suerte a sus seguidores irlandeses, le valió el sobrenombre de Séamus an Chaca o James the Shit (Jacobo el cobarde). El ejército jacobita se retiró a Dublín, casi intacto, pero completamente desmoralizado. Al día siguiente, las tropas marcharon hacia Limerick. El mismo día, los Guillermitas se dirigieron a Dublín y ocuparon la ciudad sin encontrar resistencia. La derrota del Boyne contribuyó igualmente a que los jacobitas escoceses abandonaran su revuelta.
La victoria de Guillermo, junto con la huida de Jacobo, podría haber significado el fin de la guerra en Irlanda. Sin embargo, Guillermo ofreció unos términos de paz muy duros en Dublín, excluyendo a los oficiales jacobitas y a los terratenientes católicos del perdón ofrecido a la tropa de a pie. Como resultado, a los líderes jacobitas irlandeses no les quedó otra opción que luchar hasta recibir garantías de que sus vidas, propiedades y derechos civiles y religiosos fueran respetados en cuanto se firmase la paz.

## Limerick, Aughrim y el fin de la guerra

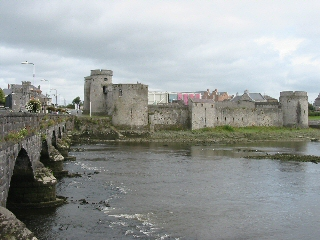
Castillo del rey Juan y puente de Thomond en la ciudad de Limerick. Limerick fue sitiada por los guillermitas en 1690 y 1691.

La guerra continuó. Los irlandeses se replegaron a Limerick, donde repelieron un ataque guillermita en agosto de 1690, con graves bajas. Los guillermitas se retiraron del oeste de Irlanda, pero consolidaron sus posesiones en el sur del país a finales de 1690. Sus fuerzas, bajo las órdenes de John Churchill, conde de Marlborough, se apoderaron de los puertos sureños de Cork y Kinsale.
La posición de los jacobitas irlandeses era ahora defensiva. Dominaban un amplio enclave en el oeste de la isla, incluyendo toda la provincia de Connacht, limitada por el río Shannon. Su exitosa defensa de Limerick les hizo creer que aún podían ganar la guerra con ayuda de Francia (aunque muchas de las tropas francesas enviadas con Jacobo se habían retirado tras su fuga). Guillermo abandonó Irlanda a finales de 1690, encomendando el mando de las tropas guillermitas al general holandés Godert de Ginkell, que llegaría a ser conde de Athlone. Ginkell penetró en Connacht por Athlone, tras llevar a cabo un sangriento asedio. Avanzó hacia las fortalezas jacobitas de Galway y Limerick. El Marqués de St. Ruth, comandante de las fuerzas jacobitas francesas, intentó entonces bloquear el avance de los guillermitas en Aughrim, Galway, pero las tropas de Ginkell infligieron una terrible derrota a los irlandeses en lo que se conoce como la Batalla de Aughrim, donde los jacobitas perdieron en torno a los 8000 hombres -más o menos la mitad de sus tropas- entre muertos, heridos y prisioneros.
.

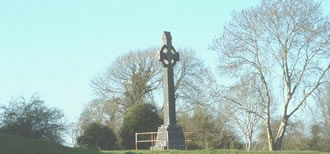
Cruz conmemorativa de la Batalla de Aughrim. Aquí murieron 7000 hombres el 12 de julio de 1691, resultando derrotada en Irlanda la causa jacobita

El propio St. Ruth resultó muerto. Ginkell conquistó Galway, que se rindió sin condiciones. Procedió después a sitiar nuevamente Limerick, que capituló el 23 de septiembre de 1691, cuando Patrick Sarsfield, abandonando toda esperanza de victoria, depuso a los oficiales franceses al mando de la ciudad e inició las negociaciones con Ginkell. El Tratado de paz de Limerick, firmado el 3 de octubre de 1691, concedía tolerancia religiosa para los católicos y garantizaba plenos derechos legales a aquellos católicos que jurasen lealtad a Guillermo, en unas condiciones muy ventajosas para los jacobitas.
El papado apoyó a Guillermo en 1691, pero cambió su política para respaldar a Jacobo a partir de 1693. El Parlamento Irlandés, dominado por los protestantes, se negó a ratificar los artículos del Tratado y, a partir de 1695, actualizó las leyes penales, que discriminaban salvajemente a los católicos. Los jacobitas irlandeses contemplaron las nuevas leyes anticatólicas como una severa falta de fe. Un refrán popular de la época decía cuimhnigí Luimneach agus feall na Sassanaigh ("recuerda Limerick y la traición inglesa"). Parte del tratado permitía a los miembros del ejército jacobita que abandonaran Irlanda y se exiliaran en Francia si así lo deseaban, un suceso conocido en Irlanda como la Fuga de los Gansos Salvajes. Unos 14 000 hombres y 10 000 mujeres y niños abandonaron Irlanda con Patrick Sarsfield en 1691. Al principio formaron el ejército de Jacobo II y VII en el exilio, aunque se comportaron como parte del ejército francés. A la muerte de Jacobo, los restos de esta fuerza se fusionaron con la Brigada Irlandesa, que se había formado en 1689 con los 6000 reclutas irlandeses enviados por Jacobo a Luis XIV a cambio de la ayuda militar francesa.

## Consecuencias de la guerra
La victoria orangista tuvo dos consecuencias principales a largo plazo. Por un lado, privó definitivamente a Jacobo II y VII de cualquier opción de recuperar los tronos de Inglaterra, Irlanda y Escocia por métodos militares. Por otro, reforzó el dominio británico y protestante sobre Irlanda, que sería gobernada hasta el siglo XIX por la Ascendencia, compuesta en su mayoría por ingleses protestantes. La comunidad católica irlandesa mayoritaria y los escoceses presbiterianos del Úlster serían sistemáticamente alejados del poder, que se basaba en la propiedad de las tierras.
Durante el siglo siguiente a la guerra, los católicos irlandeses mantuvieron un apego sentimental por la causa jacobita, considerando a Jacobo y a los Estuardo como los monarcas que habrían brindado a Irlanda un trato justo (incluyendo el autogobierno y la devolución de las tierras confiscadas), además de tolerancia para el Catolicismo. Miles de soldados irlandeses partieron del país para ponerse al servicio de los reyes Estuardo en la Brigada Irlandesa del ejército francés. Hasta 1766, Francia, España y el papado intentaron restaurar a los Estuardo en sus reinos británicos, y muchos soldados angloirlandeses lucharon en el bando jacobita durante los levantamientos jacobitas escoceses hasta la Batalla de Culloden en 1745.
Por otra parte, los protestantes consideraron la victoria Guillermita como un triunfo de las libertades civiles y religiosas. Muchos protestantes irlandeses opinan que esta victoria salvó a su comunidad de la masacre y la aniquilación a manos de los católicos. Por ello, los protestantes unionistas del Úlster, a través de la Orden de Orange, conmemoran las batallas de la Guerra Guillermita el 12 de julio de cada año con solemnes marchas provocadoras, a las que finalmente las autoridades prohibieron exhibirse en barrios católicos para evitar incidentes.